# Oliver Peck
Oliver Peck (Dallas, Texas, 29 de julio de 1971) es un artista del tatuaje, restaurador y personaje de telerrealidad estadounidense. Junto con el cantante Dave Navarro y el artista del tatuaje Chris Núñez, Peck fue juez en el reality show de televisión Ink Master desde las temporadas 1 a la 13. Abandonó el programa después de que salieran a la luz imágenes de Peck disfrazado de negro. Conocido por sus tatuajes de estilo americano, es copropietario de Elm Street Tattoo en Dallas (Texas) y propietario de True Tattoo en Hollywood (California). Su restaurante Tiki Loco se encuentra en Deep Ellum, Dallas.

## Carrera
Peck empezó a tatuarse a sí mismo y a sus amigos a los diecisiete años. En 1991, con diecinueve años, empezó a tatuar profesionalmente.
En enero de 2012 se estrenó la primera temporada de Ink Master, con Peck, Dave Navarro y Chris Nunez como jueces. Peck continuó como juez hasta la temporada 13 en 2020. Durante la temporada 13, circularon en internet fotos de Peck con cara negra después de que el sitio de chismes TMZ las publicara. Una foto mostraba a Peck con "pintura facial marrón, una peluca afro y un disfraz de superhéroe con la letra "N"". Peck anunció en Instagram que dejaría el programa, declarando: "Las fotos ofensivas de mí que recientemente salieron a la luz de hace muchos años sólo pueden ser una distracción para el increíble programa del que me ha encantado formar parte y sus muchos artistas de talento".
A Peck se le atribuye la creación del ritual de ofrecer tatuajes de 13 dólares en Viernes 13. En 1995, organizó una fiesta de tatuajes que duró 24 horas para celebrar el día, y la tendencia se disparó. Peck declaró: "Definitivamente no fui la primera persona en hacerlo, el número 13 en el viernes 13", aunque se le atribuye la popularización del evento. Elm Street Tattoo espera generalmente unos 1200 clientes para el evento cada año.

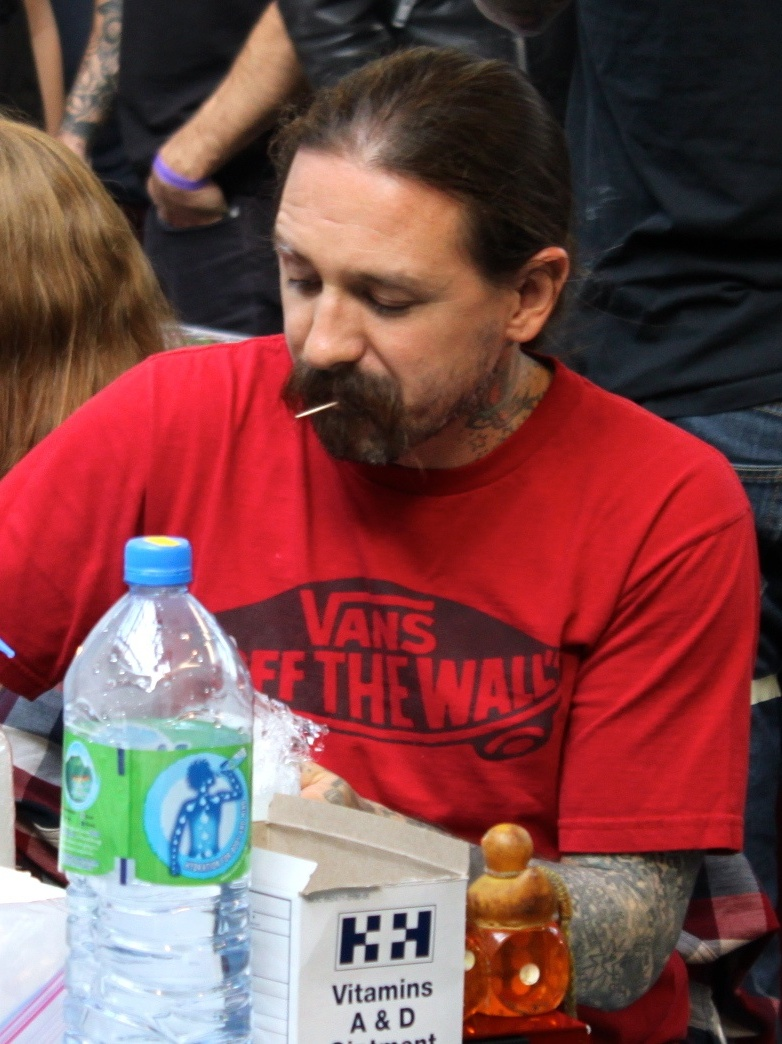
Peck En la Convención de Tatuaje del Londres en 2013

Peck batió el récord mundial de tatuajes en un periodo de 24 horas en junio de 2008, cuando tatuó el número 13 en 415 personas diferentes en su tienda Elm Street Tattoo de Dallas. El récord lo ostentaba anteriormente la exmujer de Peck y compañera de tatuajes Kat Von D. El récord se incluyó en el Libro Guinness de los Récords. Peck introdujo la "ruleta del tatuaje" en Elm Street Tattoo en 2018, donde un cliente elige un tatuaje flash al azar de una máquina de chicles. Inked Magazine escribió: "Ciertamente nos hemos hecho algunos tatuajes arbitrarios por capricho, pero permitir que una máquina al azar elija un diseño para ser tatuado permanentemente en tu cuerpo es simplemente una locura."
En octubre de 2018, Peck abrió Tiki Loco, un "híbrido de cafetería y restaurante vegano" en Deep Ellum, Dallas, Texas. El restaurante, situado en Elm Street, ocupó el espacio que ocupaba el anterior restaurante Zini's Pizza. El restaurante es una combinación de hawaiano y mexicano, y sirve café, zumos recién exprimidos, hielo raspado, batidos y tacos veganos. Los adobos y las mezclas de especias son de elaboración propia. La escritora de D Magazine, Catherine Downes, calificó a Tiki Loco de "éxito rotundo" y afirmó que tienen buena comida. Los productos sobrantes que no se utilizan en el restaurante se distribuyen a los hospitales de la zona.

### Recepción de tatuaje
En 2015, Peck ganó el premio al "Mejor Artista del Tatuaje" en el concurso Dallas Observer Best of Dallas. En 2017, Pete Freedman de Central Track escribió que Peck es "...un tatuador de renombre internacional desde hace años..." Ese mismo año, el OC Weekly escribió, Peck es "uno de los tatuadores más visibles y respetados del mundo." En 2018, Andrew Braca, del Waxahachie Daily Light, calificó a Peck de "mundialmente conocido". Ese mismo año, Tattoo Journal escribió: "Los tatuajes de Oliver Peck son famosos por su estilo y temática clásica americana y la atención al detalle."

## Vida personal
Peck reside en Dallas, Texas, Estados Unidos. Se casó con la también artista del tatuaje Kat Von D en 2003. Se divorciaron en 2007, y Peck declaró: "Ella [me fue infiel], se lio y me dejó... No creo que nada con ella dure".
A Peck le gusta conducir y coleccionar motocicletas Harley Davidson.